# Roeselia fola
Roeselia fola är en fjärilsart som beskrevs av Swinhoe 1890. Roeselia fola ingår i släktet Roeselia och familjen trågspinnare. Inga underarter finns listade.